# Lithi sulfide
Lithi sulfide là một hợp chất vô cơ với công thức hóa học Li2S. Nó kết tinh dưới dạng phản florit, được miêu tả là (Li+)2S2−, tạo thành chất rắn màu vàng trắng dạng bột có tính hút ẩm. Trong không khí, nó dễ bị phân hủy tạo ra hydro sulfide (mùi trứng thối).

## Điều chế
Lithi sulfide được điều chế bằng cách cho lithi tác dụng với lưu huỳnh. Phản ứng được thực hiện trong khí amonia khô.
2Li + S → Li2S
Phản ứng của lithi sulfide của trietylboran trong THF (tetrahydrofuran) có thể xảy ra bằng cách dùng superhydride.

## Phản ứng và ứng dụng
Lithi sulfide được xem xét để ứng dụng trong pin lithi-lưu huỳnh.